# Karl Wittgenstein
Karl Otto Clemens Wittgenstein (Gohlis, Sajonia, 8 de abril de 1847 - Viena, 20 de enero de 1913), conocido como Karl Wittgenstein, fue un magnate austriaco de origen judío, considerado uno de los empresarios más exitosos de finales del Imperio austrohúngaro por su monopolio del acero y del hierro, llegando a poseer una de las fortunas más grandes en el mundo. Era amigo de Andrew Carnegie, con quien a menudo se ha  comparado.
Es también el padre de Ludwig Wittgenstein, uno de los filósofos más influyentes del siglo XX, y del pianista Paul Wittgenstein.

## Ascendencia

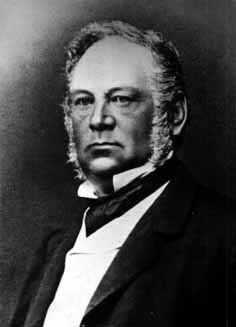
Hermann Wittgenstein (1802-1878), padre de Karl.

El abuelo de Karl Wittgenstein era un administrador, y después comerciante, llamado Moisés Meyer. Alrededor de 1808, Moisés Meyer se nombró a sí mismo Wittgenstein, ya que Siegen-Wittgenstein era su lugar de nacimiento. Posteriormente fue conocido como Moisés Meyer Wittgenstein.
Su negocio era la venta de lana, convirtiéndose en la empresa más grande de la ciudad de Korbach. 
Tuvo un hijo, Hermann Christian (Korbach, 12 de septiembre de 1802 - Viena, 1878). En 1938, para escapar de las leyes raciales nazis y ser reclasificados como "mitad judío", sus descendientes afirmaron que Herman Christian no era el hijo de Moisés Meyer Wittgenstein, sino más bien el hijo ilegítimo de un príncipe de la Casa de Waldeck.
Después de que Hermann Christian se convirtiera al protestantismo, se casó con Fanny Figdor (Kittsee, 1814 - Viena, 1890) en 1839, que provenía de una de las familias empresariales más importantes de Viena.

## Vida personal

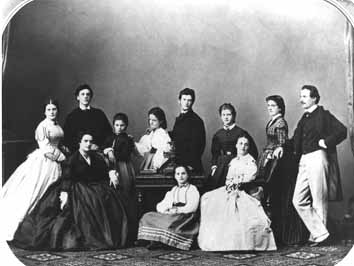
Karl Wittgenstein (segundo desde la izquierda) con sus padres, hermanos y hermanas. La foto se tomó con motivo de las bodas de plata de sus padres.

Karl, nacido en 1847, era el sexto de los once hijos de Hermann y Fanny. Tres años más tarde, la familia se trasladó a Vösendorf (Mödling) en Austria, donde nacieron sus cuatro hermanos menores. La familia se mudó en 1860 a Viena, donde su padre trabajaba en el sector inmobiliario, obteniendo de nuevo el éxito económico.
Uno de sus hermanos, Paul Wittgenstein (1842-1928), fue el padre del doctor Karl Paul Wittgenstein, quien se casó con Hilde Köchert, hija del famoso joyero vienés Heinrich Köchert: su hijo, Paul Wittgenstein (1907-1979), fue "sobrino de Wittgenstein", personaje central de un libro de su amigo Thomas Bernhard.[cita requerida]
En 1865, el joven Karl salió secretamente de casa y viajó por Estados Unidos, con un violín como su única posesión. Allí se ganó la vida como músico y camarero en los bares. En 1867 regresó a casa con mucha confianza en sí mismo.[cita requerida]

### Vida laboral
En Viena, Karl estudió en la universidad técnica y se convirtió en dibujante e ingeniero. Comenzó a trabajar en una fábrica de acero en Teplitz, donde llegó a ser director en 1877, ampliando continuamente el negocio, construyendo fábricas y asumiendo el control de minas y molinos rivales. Unos años más tarde se convirtió en accionista principal y uno de los principales industriales en la Europa del siglo XIX.[cita requerida]
Karl Wittgenstein fue el principal patrono de la construcción del edificio de la Secesión de Viena.[cita requerida]
Se retiró en 1898, a los 52 años de edad, de todos sus cargos, vendió su industria y llevó a su esposa en una gira mundial. El producto se transfirió a Suiza, a los Países Bajos y los Estados Unidos, y allí se invirtió en bienes raíces, acciones y bonos. De ahí que su enorme fortuna sobreviviera a la Primera y la Segunda Guerra Mundial y la Gran Depresión.[cita requerida]

### Familia

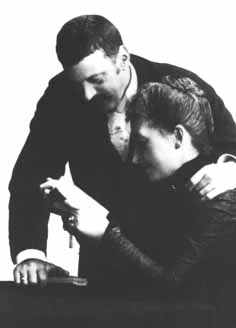
Karl Wittgenstein, con su esposa Leopoldine.

En 1873, Karl se casó con Leopoldine Kallmus (Viena, 14 de marzo de 1850 - 1926), una talentosa pianista de una familia judía de Praga, cuya madre era católica.[cita requerida]
Con Leopoldine tuvo nueve hijos:
- Hermine Wittgenstein (Teplitz, 1874- 1950); soltera.
- Dora Wittgenstein (Viena, 1876); murió al nacer.
- Hans Wittgenstein (Viena, 1877 - Bahía de Chesapeake, Estados Unidos, 1902); probablemente suicidio por ahogamiento.
- Kurt Wittgenstein (Viena, 1878 - noviembre de 1918); durante la guerra, se pegó un tiro en el frente italiano.
- Helene Salzer, registrada al nacer como Helene Wittgenstein (Viena, 1879- 1956); casada con Max Salzer, funcionario del ministerio.
- Rudolf Wittgenstein (Viena, 1881 - 1904); estudiante de química, se suicidó en Berlín.
- Margarete Anna Maria (Neuwaldegg, 19 de septiembre de 1882 - Viena, 1958); en 1904 se casó con Jerome Stonborough de Nueva York, por lo que se la conoce también como Margaret Stonborough-Wittgenstein.
- Paul Wittgenstein (Viena, 11 de mayo de, 1887 - Nueva York, 3 de marzo de 1961); pianista que en 1914 perdió en la guerra su brazo derecho, se convirtió en el más famoso pianista manco de la historia. Se casó en 1940.
- Ludwig Wittgenstein (Viena, 26 de abril de 1889 - Cambridge, 29 de abril de 1951); filósofo.

### Muerte
En 1909 se observó una deformación en el paladar de Karl Wittgenstein. El tratamiento lo recibió de Emil Theodor Kocher en Berna, seguido de una cirugía mayor, pero no fueron capaces de curar la enfermedad.[cita requerida]
El verano y otoño de 1912 los pasó en su casa de campo Hochreith con su familia. Después de una estancia en la Riviera francesa, regresó el 25 de diciembre a Viena, donde ya nunca salió de su habitación del hospital, y murió allí el 20 de enero de 1913.[cita requerida]
El 22 de enero de 1913 tuvo lugar el funeral en la iglesia luterana de la ciudad, seguido del entierro en el cementerio central de Viena en el panteón familiar.